# Milhaud (Gard)
 Milhaud  es una población y comuna francesa, situada en la región de Languedoc-Rosellón, departamento de Gard, en el distrito de Nimes y cantón de La Vistrenque.

## Demografía
| 1301 | 1562 | 2225 | 3564 | 4855 | 4874 | 5769 |
| Para los censos de 1962 a 1999 la población legal corresponde a la población sin duplicidades (Fuente: INSEE [Consultar]) |      |      |      |      |      |      |